# 서울시의 무상 급식 정책 논란
서울시의 무상 급식 정책 논란은 대한민국 서울특별시에서 무상급식과 관련된 찬반 논쟁을 말한다. 재정여건과 기존 서울시 치적사업이 우선이라고 주장하던  오세훈 서울시장과 한나라당은 복지포퓰리즘이라는 이유로 반대했다.  무상급식 반대’ 오세훈 서울시장의 파업, 그 진짜 의도는? 민주당은 부모의 소득수준과는 상관없이 초등학교 저학년을 시작으로 중학생까지 무상급식 정책을 시행해야 한다는 주장을 하며 갈등을 빚었다. 2011년 8월 24일 주민투표에서 최종투표율 25.7%로 투표함을 개봉할 수 있는 투표율 33.3%를 달성하지 못해, 투표함이 폐기됨과 동시에 개표 득표율 33.3%에 미치지 못하여 1안과 2안 모두 부결 처리되었다. 2011년 8월 24일 주민투표에서 패배할 경우 시장직에서 사퇴하겠다고 밝힌 오세훈은 8월 26일 시장직을 사퇴했다. 이에 따라 서울시는 10월 재보선까지 부시장이 시장직을 대행하게 되었다. 서울시의회와 서울시교육청은 투표 개표 무산을 오세훈 패배로 규정하고 그동안 추진해오던 전면 무상급식을 추진하겠다는 입장이다. 그러나 서울시는 2011년 2학기 초등학교 5·6학년 무상급식 예산집행을 거부했다. 서울시는 무상급식을 현행대로 유지하기로 하고 5·6학년을 위해 예산은 법원의 결정을 지켜보겠다는 입장이다.
박원순 서울특별시장이 취임하여, 5·6학년을 위해 예산을 지원하는 것에 서명하여 5·6학년의 무상급식이 2011년 11월부터 시행되고, 다른 지자체와 달리 지자체 예산으로 초등학교 4학년 무상급식을 실시하지 않고 있던 4개구도 무상급식에 동참하여 2011년 11월 1일부터 초등학교의 전면 무상 급식이 시행되고 있다.

## 발단
2010년 6.2 지방선거 당시 한나라당 경선에서 무상급식을 찬성한 원희룡 의원과 선별급식을 주장한 오세훈 간 논쟁이 일어났다.  오세훈은 서울시장에 재선했으나  서울시의회 2/3 이상을 야당이 차지하게 되고, 서울특별시 교육감에 진보 성향의 곽노현이 당선되었다.  서울시는 소외 계층을 대상으로하는 매우 제한적 무상 급식을 시행중에 있으나, 주로 야당이 다수인 서울시의회 및 교육감은 전면 무상급식을 주장하였다. 서울시 강희용 의원  대표발의로 무상급식 조례가 통과되자 서울시는 학교시설 개선사업이 먼저라며 양자택일을 원했으나 서울시의회및 교육감은 무상급식과 학교시설개선 사업은 동시에 추구할 수 있는 문제라고 맞서고 있다. 이에 오세훈 시장은 10년 12월 6일 서울시 학부모와의 대화에서 무상급식을 민주당의 무차별 복지포퓰리즘 시리즈의 시작이라고 예견하였고 막고자 하였다. 서울시가 무상급식 조례를 반대하고 재의를 요청하자  서울시 의회는 재의결한다.  오세훈은 8%에 불과한 무상급식 대상을 30%로 확대하도록 하겠다는 주장을 폈으며, 최대 하위 50%까지는 무상급식을 할 수 있다는 입장을 보이고 있다. 반면 2011년 1월 6일, 민주당과 서울시의회는 서울시와 한나라당의 반대에도 불구하고 의장 직권으로 무상 급식 조례안을 통과시켰다. 서울시는 서울시의회 민주당 의원들이 단독으로 처리시킨 무상급식조례안에 대해 공포를 거부함과 동시에 법원에 무효소송을 내기로 했고, 서울시의회는 오세훈의 공포 거부에 따라 익일 시의회 의장 직권으로 공포했다. 이에 대해 서울시는 무상급식 조례안에 대해 무효 소송을 제기했다.

## 쟁점
무상급식에 대한 토론은 여러번 제기되어왔으나, 일정이 잡힌 후에도 양 측의 토론자 불참 등으로 인해 토론은 열리지 못했다. 1월 16일 다시 일정을 잡고 KBS에서 토론회를 가졌다.
주요 쟁점은 무상급식에 드는 비용문제와 차별문제다. 정당별로, 성향별로 예산과 문제점에 대한 의견이 극명하게 엇갈린다. 한나라당 홍사덕 의원은 "오세훈 시장이 하자는 대로 단계적인 무상급식을 하면 연간 3000억 원의 예산이 들고, 민주당이 주장하는 전면 무상급식의 경우 4000억 원이 든다. 1000억 원 차이인데, 주민투표에 드는 비용은 200억 원이다"라며 예산문제에 극명한 대립을 이루고 있는 양측에 비판을 제기하기도 했다. 박근혜는 "무상급식을 실시 중인 지방자치단체들도 있 듯, 각 지자체 형편과 상황에 따라 하면 되는 것"이라는 입장을 보였다.

### 전면 무상급식 찬성 입장
정당에서는 민주당과 국민참여당, 진보신당, 민주노동당이 전면 무상급식에 찬성하는 입장에 있다.
눈칫밥·편가르기
전면 무상급식 찬성론자는 학교현장에서 소득수준에 대한 비밀보장이 되지 않기에 학생간 위화감을 조성한다는 이유를 들어 전면 무상급식에 대한 주요 근거로 내세운다. 배옥병 학교급식 전국네트워크 대표는 “학교 현장에서 선생님들은 학기 초에 부모의 경제력을 조사해 무상급식 대상자를 가리고, 급식비를 못내면 공개적으로 호명한다”고 지적했다.  무상급식이 선별적으로 제공되면 무상급식 수혜 학생에게 눈치를 준다는 것이다. 2010.3.18 민주노동당 성명 무상급식을 직권으로 강행한 허광태 서울시의회 의장은 노컷뉴스와의 인터뷰에서, "무상급식은 애들에 눈칫밥 먹이지 말자는 게 본뜻이다"라고 하였다. 또한 50%는 부자 아이로, 나머지 50%는 가난한 아이로 편 가르기를 하는 것이라는 지적도 있다.
시민단체·주민들의 입장
또한 6.2 지방선거에서 민주당은 무상급식 정책을 공약으로 제시했으며, 결국 시의원에 야당이 다수로 당선되었기 때문에 주민들의 의견은 이미 확인된 상태라는 주장이다. 일부 진보 성향의 시민단체들도 자신들의 집회를 열어 오세훈을 비판하고, 초등학교 5,6학년 무상급식을 시행하라고 촉구했다.  오세훈 시장도 당선이 되었기 때문에 의회가 일방적으로만 생각할 수는 없다는 논란의 소지는 있을 수 있다. 그러나 오세훈 시장이 의회와의 협의를 거부하고 출석을 거부한 점으로 인해 협의 파탄의 책임을 져야 한다는 지적이 있다. 오세훈 파업 돌입? '무상급식 항의' 의회 불출석
전면 무상급식 시행지역
민주당의 자체 조사에 의하면 전국 163개 시,군,구 중에서 전면 무상급식을 채택한 광역단체가 11곳이나 되며, 229개 기초단체 중 181곳에서 전면 무상급식을 실시하고 있으며, 서울시에서도 성북, 종로, 중랑, 강남, 서초, 송파 등에서 초등학교 일부 학년을 대상으로 구 예산으로 전체 무상급식이 확대 되고 있다는 점도 전체 무상급식에 찬성하는 사람들의 근거중 하나이다. 서울 지역에선 무상급식에 반대하는 한나라당 소속 구청장이 있는 강남과 서초, 송파와 중랑구 소속 초등학교는 1~3학년, 나머지 21개구의 초등학교는 1~4학년까지 전면 무상급식을 한다. 한나라당 안상수 의원의 지역구에서도 무상급식이 실시되고 있다.
예산
예산 논란에 대해서도 초등학교 1~4학년 무상급식 예산은 시교육청과 자치구에 의해 이미 확보돼 있기 때문에 서울시가 부담하는 예산은 불과 695억원에 불과한다고 주장한다. 무상급식 조례안을 보면, 무상급식과 관련한 지원할당은 교육청이 50%, 지자체가 20%, 서울시가 30%를 부담해야한다. 현실적으로 서울시교육청은 6조 가까운 예산 중에 5조 2천억원을 교원 인건비로 사용하고 있고, 남는 예산 중에서 1천억 이상을 전면무상급식 비용으로 지출하고 있다. 그러나 서울시는 고등학교를 제외하고 초등학교와 중학교만 지원하다 하더라도 전체적으로 1년에 약 4천억원의 예산이 들어가는 것이라고 말한다. 오세훈안의 하위 50%계층에 대한 무상급식 예산이 전면 무상급식 예산보다 적게 들어가지만, 남은 예산을 복지예산에 쓸 것인가라는 의혹이 일부 진보진영에서 제기되고있다. 그러므로 오세훈은 복지의 효율성이 아닌, 복지 축소를 원하는 것이란 지적이다.
한나라당 의원들의 찬성 의견
한나라당 유승민 최고의원, 권영세 의원과 원희룡 사무총장은 전면적 무상급식에 대해 '무상 급식은 보편적 복지와 다른 문제'라며 찬성하기도 했다. 한나라당 권영세 의원은 무상급식에 찬성한다면서 "보편적 문제와는 분리해 무상급식 문제는 헌법상 무상으로 제공하게 돼있는 의무교육 서비스의 일환으로 봐야 된다는 차원에서 찬성하고 있다"고 말했다. 한나라당 한선교 의원은 무상급식은 지방선거 테마로 심판을 받은 만큼 한나라당도 무시해선 안 된다"고 말했다. 한나라당 원희룡 사무총장도 2010년 서울시장 출마 의사를 밝힐 당시 "서울시 예산규모를 볼 때 예산의 효율적 배분을 통해 무상급식은 얼마든지 가능하다"고 말했다. 남경필 의원은 의회와 오세훈시장 모두 대화의 부재가 있었다며 무상급식 주민투표 자체를 반대했다.
경제적 효과
민주당은 또한 빈곤층뿐 아니라 중산층과 서민을 위한 확대된 복지 정책이 가계지출을 줄임으로써 가처분 소득을 늘리고, '실질소득 증가→소비 촉진→내수 진작→투자 확대→일자리 증가'를 가능하게 만들 수 있다고 주장한다. 전병헌 민주당 정책위의장은 "추가적인 세목 신설이나 세율 인상 없이 보편적 복지를 실현하기에 충분한 규모인 20조원 안팎의 재원을 확보할 수 있다"라고 말했다. 또한 오세훈이 추진하고 있는 건설 토목 예산을 무상급식으로 써야 한다는 주장도 제기된다. 실제로 서울시의회는 2011년 서울시 예산에서 서해뱃길 조성, 한강 예술섬 예산을 전액 삭감하고 무상급식 예산으로 신설하였다. 그러나 토목사업의 경우 예산의 집행기간이 정해진 반면, 보편적 복지(무상 급식)의 경우 예산의 집행기간이 무기한이라는 점에서 민주당의 주장이 모순이라는 지적도 있다. 전면 무상급식을 찬성하는 서울시교육청 곽노현 교육감은 "무상급식은 단군 이래 최고의 고부가가치 산업"이라고 주장하기도 했다.
무상급식이 물가 통계에 반영돼서 통계상 소비자 물가를 낮췄는다는 의견도 존재한다. 2011년 3월 통계청 자료에 의하면 무상급식이 전체 물가상승이 0.3% 정도 감소시켜, 물가 5% 상승률을 막았다. 이처럼 가격이 0원인 품목들이 소비자물가지수 작성에 그대로 반영됨에 따라 인플레이션 추세를 보여주는 지수의 연속성 측면에서 왜곡 현상이 나타났다. 이에 대해 통계청은 생산자물가나 도매물가를 조사한다면 2개 품목의 지수가 0이 되지는 않겠지만, 소비자물가 조사이기 때문에 지수가 0이라도 그대로 반영한 것이라고 밝혔다. 통계청 관계자는 "국제노동기구(ILO)의 소비자물가지수 작성 안내서를 보면 제품에 대한 세금이 소비자가 지급하는 가격의 일부로 취급되는 것처럼 보조금도 제품에 대한 음의(네거티브) 세금으로 취급하도록 했다"며 "일본과 호주 등에서도 납입금 면제를 지수에 반영시킨 사례가 있다"고 말했다.
공공재와 가치재
서울대학교 경제학과 이준구 교수는, 무상급식을 공공재가 아닌 가치재로 규정하며 이건희 회장의 손자가 무상교육을 받아도 이상하지 않듯이 모두에게 당연하게 무상배분하는 가치재로 접근해야 한다고 주장한다. 또한 소득·법인세를 감면하지 않으면 더 좋다라고 주장했는데, 한나라당이 추진하는 감세 정책인 소득세, 법인세 인하로 인해 세수가 매년 3~4조원이 줄어들게 되는데 이를 무상급식 예산으로 편성하자고 주장했다.

#### 부자감세 vs 부자증세
한편, 보편적 복지에 대한 논란은 이명박 정부아래 진행된 부자 감세와 토목예산 증가에 대한 인식과 맟닿아 있다는 의견도 있다.  즉 오세훈 시장 측이 주장하는 소득 상위 50%에 대한 무상급식 반대 주장은 복지예산을 억제하고 중상층의 조세저항을 유도한다는 비판이다.  오세훈 측은 무상급식 예산을 늘리면  다른 교육 예산이 줄어든다는 입장이지만 사실과 조금 다르다. 민주당이 장악하고 있는 시의회는 한강예술섬 건립안, 어르신 행복타운, 돔 구장 신축안 예산을 삭감해 무상급식 예산을 마련했다.  서해아라뱃길과 동대문 DDP를 핵심 치적사업으로 여기는 오세훈 시장 측으론 연관 예산이 삭감당해  받아들이기 힘든 상태

#### 토목 vs 복지
오세훈은 프레시안 인터뷰를 통해 "한강 르네상스가 쓸데없는 토목사업인가? 진짜 서민들이 가는 곳이 거기다. 그런데 이런 사업 하지 말자는 것이다. 서해 뱃길 사업도 2000억 원가량 든다. 그게 무상급식 1년 예산이다. 그러나 (서해 뱃길은) 부가가치를 낸다. 길게 설명 안하겠지만 만들어놓고 보면 얼마나 많은 황금알을 서울에 내놓을 것인지는 그 때 가면 알게 될 것이다. 부자집 아이들 무상급식 할 돈 2년만 절약하면 (서울에) 랜드마크 하나 짓는다. 그것은 서울의 미래와 도시민의 삶의 질과 도시 경쟁력을 보는 눈의 차이다."라는 입장을 밝힌다.   이에 대해  서울시의회 오승록 민주당 대변인은 “서해뱃길 사업은 시민 세금 2250억 원을 들여 소수 상류층을 위해 마련된 것”이라며 반대 입장을 분명히 했다.  서해뱃길 사업은 예산 2조 2천5백억을 들여 완공했으나  찬성측이 주장한 연 3조원의 연관 경제효과와  2만 5천여명의 일자리 창출은 거의 이뤄지지 않았다.

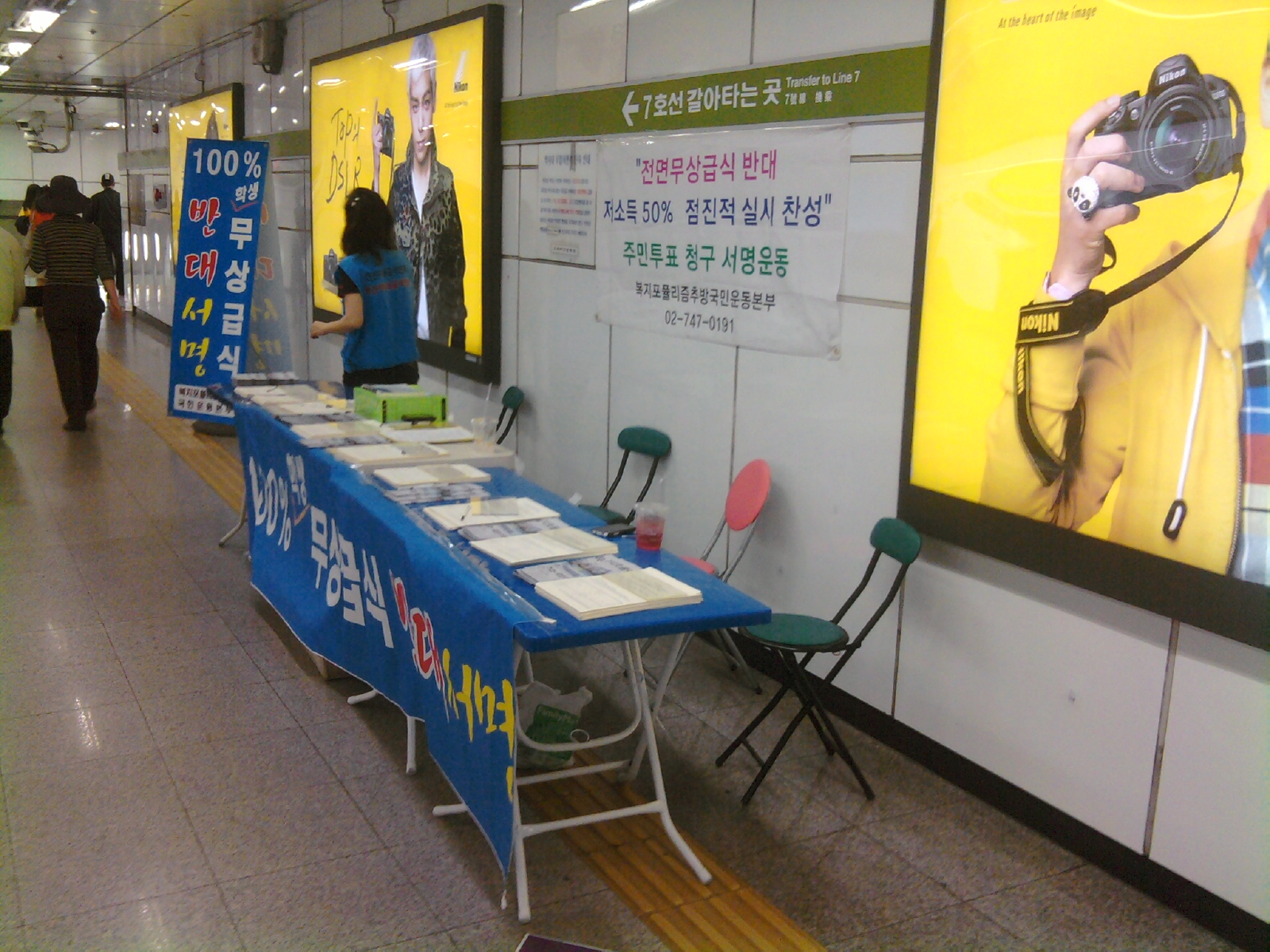
무상 급식 반대 서명 운동 중 일부. 고속터미널역에서 촬영

전면 무상급식 반대론자들은 무상급식이 재원을 고려하지 않은 무책임한 포퓰리즘이라고 주장한다. 이에 따라 필요한 사람만 해야 하는 '제한적' 무상급식이 되어야 한다는 의견을 내고 있다. 오세훈은 서울시의회가 한나라당 의원들이 불참한가운데 야당 단독으로 통과시킨 무상급식 조례안에 대해 무상급식을 일본에서 시행하던 자녀양육수당과 비교하며 '표에 눈이 먼 정책'이라고 비판했다. 오세훈은 2010년 일본 민주당이 중학교 이하 자녀에게 한 달에 2만 6천엔 씩 현금으로 지급하는 ‘자녀양육수당’을 내세워 당선됐지만 돈이 없어 수당을 반으로 줄이고 국채를 발행한 것을 그 근거로 삼았다. 무상급식으로 인해 국채를 발행하면 결국 급식을 받은 아이들이 자라서 갚아야 한다고 지적하는 한편 일률적으로 무상급식을 시행할 경우 도덕적 해이가 생긴다고 주장하기도 하였다.
이처럼 오세훈과 서울시는 전면 무상급식에 소득하위 30%까지 매년 약 5% 혜택 받는 범위를 늘려가며 무상급식을 시행한다는 입장이다. 오세훈은 “타협을 위해서 양보해도 50% 까지가 한도이며 그 이상은 질 나쁜 복지 포퓰리즘이다”라고 비판했다. 이재오 특임장관은“이건희 삼성 회장의 손자, 특임장관의 손자가 한 달에 급식비 3만7000원을 내지 않고 공짜로 먹는 게 무상급식이라면 그 돈으로 교육환경을 개선하거나 더 많은 일자리를 창출해야 할 것”이라고 말했다. 김무성 원내대표는 “오 시장이 민주당의 불의에 맞서 정의롭게 대처하는 것을 보면서 오히려 오 시장에게 기회가 왔다고 본다”고 지지했다.
전면 무상급식 반대측 입장의 핵심은 이미 저소득층과 결식아동들을 대상으로 제한적 무상급식을 시행 하고 있는데, 왜 전면 무상급식을 해야 하냐는 것이다. 오랜 학교급식의 역사가 있는 대부분의 다른 국가들은 유상급식을 원칙으로 하고 국가별로 저소득층을 위한 제한적 무상급식을 시행하고 있다는 것이다. 실제 OECD 국가중에 전면 무상 급식을 실시하고 있는 나라는 핀란드와 스웨덴 둘 뿐이다. 또한 2010년 대한민국의 국내 총생산 대비 재정지출률은 G20 국가 중에서 두 번째인 3.6%였다는 것을 내세워 일본의 2.4%, 미국의 2.0%에 비하여 현저하게 높은 형편인데 과연 전체 학생을 대상으로하는 무상급식 실시가 현실적으로 가능한지 하는 주장이 있다.
눈칫밥 문제에 대한 반박도 제기된다. 소수 아이들의 눈칫밥 해소를 위해서 과연 많은 세금을 들여야 하냐는 것이다. 오세훈은 "가난한 집 아이들이 상처를 받을 수 있는 문제가 있는데 이는 제도적으로 해결할 수 있다. 전산망 통합을 통해 부모가 동사무소에 직접 신청하면 학교에서 아이들이 상처받는 것을 원천적으로 봉쇄할 수 있다."며, "다른 아이들이 알고 싶어도 알 수 없으며. 외국도 그렇게 하고 있다. 그런데 민주당이 위원장으로 있는 국회 교과위에서 이 법안을 통과시키지 않고 있고 전면 무상급식 법안만 통과시킬려고 하고 있다" 고 비판했다.
찬성측은 무상 급식에 들일 예산이 695억이라고 주장하고 있지만 서울시는 이에 대해 695억 원이 초등학교 무상급식 비용의 30%일 뿐 전체 무상급식 예산은 막대하다고 반박한다. 서울 시내 초중학교에 무상급식을 시행하려면 매년 초등학교 2200억 원, 중학교 1800억 원 등 약 4000억 원이 필요하다는 얘기하고 있으며, 이와 별도로 급식실, 조리실, 조리기구 등 급식시설 개선비용도 추가로 들어간다는 것이며 한번 시작되면 확대될 수는 있어도 줄이기는 어려운 것이 복지 예산인 만큼 신중해야 한다는 것이다.  이에 대해 찬성측은 서울시가 부담하는 금액은 전체 예산의 30% 수준으로.  서울시 전체 예산 22조 중에  약 0.6%만 차지할 뿐이라고 반박했다. 또한 토목 예산 삭감으로 무상급식을 할 수 있다고 주장한다. 이에 대해 서울시는 토목, 건설 예산은 무상급식처럼 영구적으로 매년 지출되는 예산이 아닌, 사실상 한번으로 끝나는 일회성 예산이라고 반박했다. 이만우 고려대 경영학 교수는, 민주당의 무상 시리즈를 "구체적 재원 마련 대책도 없이 4대강 사업비 절감 운운하는데, 이미 지출된 일회성 투자사업 예산으로 매년 반복되는 경상비 예산을 충당하겠다는 것은 이해할 수 없는 주장이다."라고 하였다. 더구나 무상급식과 같은 복지 정책은 예산과 사업이 일단 수립돼 추진되면 중단하기 어려운 속성이 있으며 또한 물가 및 인건비 상승으로 인해 지속적으로 예산이 확대ㆍ투여될 수밖에 없고 이에 따라 교육 및 지자체의 예산 부담은 가중된다는 것이다. 특히 재정자립도가 낮은 지방자치단체의 경우 무상급식 확대는 더욱 재정형편을 어렵게 만들어 현안사업 중단 및 지연이 나타난다는 것이다. 실제로 전라북도 전주에서는 초등학교 무상 급식 실시 5개월 만에 무상급식 단가가 11% 올랐다. 제주시는 무상급식 예산의 부족으로 초등학교 무상급식에 일부 학년을 제외했다.
한나라당 강명순 의원은 "민주당이 주장하는 학교 무상급식으로 가장 타격을 받는 계층은 가난한 지방자치단체의 빈곤 아동"이라며 "무상급식으로 대규모 복지자금이 빠져나가면 빈곤 아동들에게 아침과 저녁식사용으로 지급하는 돈이 부족해질 수밖에 없기 때문"이라고 말했다. 강 의원은 "2009년 8월 기준으로 전국 시·도 중에서 결식아동 1인당 책정된 한 달 급식예산이 가장 적은 곳이 아이러니하게도 민주당의 정치적 기반인 광주광역시였다고 지적하며, 그는 또 "무상급식은 '밥만 먹이면 아이가 자란다'는 천박한 교육관에서 출발하는 것. 아이들, 특히 가난으로 인해 사회적 '낙인'이 찍힌 아이들에겐 관심을 갖고 지도해줄 사람과 마음껏 공부할 수 있는 환경을 만들어주는 것이 더 중요하다. 중산층에 급식비를 대주기보다는 빈곤층에 대한 복지의 질을 높이는 데 우선적으로 재원이 투입돼야 한다"라고 말했다.
오세훈 시장은 서울시 곽노현 교육감에 대해 "복지 예산을 훨씬 더 시급하게 필요로 하는 곳이 많은데 왜 원하지도 않은 사람에게 전면 무상급식을 실시하려는지 그 저의를 묻고 있다"며 "민주당과 곽 교육감이 주장하는 무상급식은 학교 다닐 때 먹는 ‘점심 식사’에 불과한 것. 어려운 학생들이 어떻게 점심 한끼로 문제가 해결될 수 있겠는가, 아침 저녁도 먹어야 하지 않는가"라고 되묻고 "한정된 예산을 전면 무상급식에 우선적으로 쓰게 되면 그만큼 결국 빈민 아동들을 위한 복지 예산을 줄어들 수밖에 없다. 복지정책은 현장의 목소리를 담아내는 그릇이 돼야 한다"고 하였다. 오세훈은 "5세 무상보육이 무상 급식보다 우선"이라는 입장을 보이고 있다.
매일경제 신문은 칼럼에서 "무상급식 찬성자들이 OECD 국가중 유일하게 전면 무상급식을 실시하고 있는 핀란드와 스웨덴 모델을 거론하며 우리도 이를 따라야 한다고 주장하는 것은 일종의 '문화이식'으로, 이는 "역사적 배경을 무시한채 우월하다고 생각되는 상대국의 특정 문화를 강제적으로 주입시키려는 행위나 마찬가지다"라고 하였다.

## 서울시 주민투표
무상급식에 대한 논란이 커지고 찬반논란이 거세지자 오세훈은 주민들에게 서명을 받아 주민투표를 발의하였다. 하지만 주민투표에 필요한 예산이 182억원이기 때문에 적절성 논란이 빚어지기도 했으며 여당측의 선거 홍보와 야당측의 불참 홍보 과정에서 선관위에 의해 경고를 받는 등 과열양상으로 전개됐다. 8월 12일 오세훈은 차기 대선후보 불출마를 공식 선언했으며 8월 21일 주민투표 패배 혹은 주민투표 무산시 사퇴하겠다고 했다. 이에 대해서도 여러 가지 응원과 비판이 엇갈렸다. 8월 24일 치러진 무상급식 주민투표에서 최종투표율이 25.7%를 기록하여, 개표 가능한 투표율에 못 미쳤다. 2011년 8월 26일 오세훈은 무상급식 주민투표에서 패배할 경우 시장직에서 사퇴하겠다는 약속에 따라 시장직을 사퇴했다.

## 외국의 사례
OECD 국가중에 전면 무상 급식을 실시하고 있는 나라는 핀란드와 스웨덴이 대표적이다. 이들 나라는 전면 무상급식을 실시하고 있다. 또한 미국은 공립 학교에서 초·중·고등학교 전면 무상급식을 실시하고 있으며, 일본, 영국도 공립학교는 무상급식을 하고있다. 이는 새정치민주연합이 주장하는 공립초등학교·공립중학교 무상급식과 같은 것이다. 2010년 기준으로 무상급식 실시 비율도 미국은 49.5%, 영국은 34%로 대한민국의 16.1%보다 높다.
2009년 한나라당 손숙미 의원이 발표한 자료에 따르면, 공립학교에 한정해서 무상 급식을 실시하고 있는 나라도 있는데, 미국이나 영국은 대부분의 공립학교에 한정해서 무상 급식을 실시하며, 사립학교들의 급식은 정부가 일부만 부담한다고 한다.
OECD 국가 중 캐나다, 네덜란드 등 11개국은 아예 무상급식을 하지 않고 있다. 한국교육개발원이 교육과학기술부의 의뢰를 받아 실시한 '한국과 OECD 국가의 학교급식 실태 분석'에 따르면, 무상급식 지원율(급식 이용 학생 수 대비 무상급식 비율)은 2010년 기준으로 미국 52.2%, 폴란드 13.7%, 한국 13.2%, 영국 11.6%, 일본 1.7%이었다.

## 비판과 논란

### 서울시와 오세훈에 대한 비판
서울시의회 민주당 소속 한 시의원은 경향신문과 인터뷰에서, 서울 시장인 오세훈이 전체 무상급식을 반대하는 과정에서 휴가를 내며 시의회에 참석하지 않자 임의적으로 휴가를 내어 피했다고 주장했다. 민주당은 "서울시의회에서 초ㆍ중ㆍ고교에 대한 전면 무상급식을 내용으로 한 '친환경무상급식지원조례'가 통과된 이후 40일 넘게 의회 출석을 거부하고 있다"며 오세훈을 직무유기 혐의로 검찰에 고발했다. 이에 대해 서울대학교 이준구 교수는 "최근 일부 인사들은 이 문제를 극단적인 이념적 대립구도로 몰아넣음으로써 나 죽기 아니면 너 죽기의 싸움판을 만들고 있다”며 “무상급식이라는 ‘망국적 포퓰리즘’과의 싸움에 선봉장을 자처하고 나선 오세훈 서울시장이 그 대표적 예"라고 주장했다. 이러한 갈등 끝에 서울시의회는 오세훈이 의회에 무단으로 불출석 하는 등 직무를 유기했다고 판단하여 검찰에 고발했다. 오세훈은 결국 서울시의회가 올린 무상급식 예산안을 집행하지 않겠다며 시의회와 정면대치했다. 오세훈의 보좌관을 지낸 김광수경제연구소 선대인 부소장은 오세훈이 무상급식에 반대하는 것은 "예산 문제 때문이 아니라 MB 눈에 들기 위해서다."라고 주장했다. 서울시의회는 무상급식 예산이 서울시 전체 예산의 0.6%밖에 되지 않는다고 주장하며, 오세훈이 예산을 이유로 반대하고 있다고 주장했다.
전면 무상급식 포퓰리즘 논란에 대해 "전면 무상급식이 포퓰리즘이면 무상교육도 포퓰리즘이냐"는 반론이 나오기도 했다. 이러던중 서울시는 각종 일간지에 무상급식에 반대하는 광고를 게재하였는데 그 비용이 4억원에 달했다며 친환경무상급식연대와 민노당, 민주노총등이 반발하며 서울시청 앞에서 시민들의 시위가 벌어졌으며, 이들은 주민감사를 청구하겠다고 밝혔다. 서울 풀뿌리시민사회단체 네트워크 시민단체는 "어린이들 눈칫밥 먹이지 말라"며 전면 무상급식을 요구하는 집회를 벌어지기도 했다. 곽노현 서울시 교육감은 "오세훈이 부자에 대한 증오감을 부추기고 있다"고 주장했다. 선대인 김광수연구소 부소장은 "오 시장의 무상급식 반대가 대선을 의식한 정치적 행보에 불과하다"고 주장했다. 2011년 8월 10일 야5당과 '나쁜투표거부 운동본부'는 "오세훈 서울시장이 합법적인 (야권의) 투표 거부운동을 비난하고 주민투표 참여를 시에서 적극적으로 홍보하는 등 공무원의 중립 의무를 위반했다"며 검찰에 고발했다.
한편 경기도의회는 다른 교육 예산들을 삭감하는 대신 급식 지원 예산을 확대하는 방식으로 의회와 김문수도지사가 타협을 통해 무상급식을 추진하기로 하였다. 오세훈은 무상급식을 반대한다는 명분으로 5개월간 서울시의회에 출석하지 않아 직무를 유기했다고 서울시 의회는 비판했다. 오세훈은 인터뷰에서 "무상급식 하나로 그친다면 상관 없지만, 그 이후로 무상 정책이 줄줄이 나온다는 것이 우려스러워 반대하는 것이다"라며 "무상급식 하나로 그만둘 생각이라면 민주당과 타협할 여지가 있다"고 밝혔다 오세훈의 모순된 복지정책에 대한 비판도 있다. 2011년 5월, 오세훈은 "(5세) 무상보육이 무상급식보다 우선"이라고 말했는데 무상보육 역시 부자들에게 혜택이 가는것은 똑같기 때문에 오세훈이 "부자급식"이라며 무상급식을 반대해왔던 행보와 모순된다는 지적이다. 서울시의회 김종욱 시의원은 "무상보육을 반대하다 정부가 발표하니까 갑자기 좋은 정책이라고 옹호하는 것은 정치적인 궤변에 불과하다"라고 비판했다.
2011년 8월 12일 주민투표와 관련해서 오세훈의 거취를 표명하라는 여론이 나오던 가운데 오세훈은 차기 대선 불출마를 선언했다. 그러나 지방선거때 시장직을 연임하면서도 차기 대선에 나가지 않고 4년 임기를 채우겠다는 부분을 강조한적이 있었기 때문에 새롭지 않은 발표라는 지적이 제기됐으며 무상급식이라는 정책 문제를 정치적으로 해결하려 한다는 비판이 제기됐다. 또한 오세훈은 차기 대선 주자들 가운데 지지율이 4.4%에 불과했기 때문에 대선 불출마 선언이 뜬금없다는 점을 강조하여 누리꾼들이 "나도 내년 대선 불출마하겠다"라고 비꼬는 글이 올라오기도 했다. 민주당 김유정 의원은 "오시장 대선불출마선언? 시장임기 채우겠다 공언했는데 그럼 그동안 딴 맘 품었다는 자백!"이라고 지적했다.
민주당과 시민단체는 8월 24일 무상급식 주민투표가 무산됐음에도 불구하고 서울시는 2011년 2학기 초등학교 5·6학년 무상급식 예산집행을 거부하는 것을 비판했다. 서울시는 무상급식 예산 집행 여부는 대법원 판결을 지켜본 뒤 결정한다는 방침이다. 서울시에 따르면 무상급식은 투표무산으로 '주민투표 결과 이전의 상태'가 된 것으로 시교육청과 자치구가 예산을 분담해 진행하고 있는 1~4학년 무상급식은 현행대로 유지할 뿐 서울시가 5, 6학년을 위해 예산을 집행하라는 결정이 내려진 건 아니라고 설명했다. 행정안전부도 주민투표의 최종 투표율이 개표 요건인 33.3%를 넘지 못해 무산되면 현행대로 급식문제를 처리하면 된다고 행정안전부와 법체저도도 유권해석을 내렸다. 유효투표율을 넘겨 서울시와 투표찬성측에서 지지하는 1안이 채택되더라도 현재 시행 중인 무상급식은 그대로 진행된다는 설명이다.

### 민주당에 대한 비판
한나라당 김형오 전 국회의장은, “무상급식이란 말 자체가 문제가 있다”면서 “공짜로 점심을 만들 수 있는 재주는 신이 아니고서는 아무도 할 수 없다. 누구의 돈으로 채우는 것인가. 결국은 세금”이라고 말했다. 오세훈 서울 시장은 "민주당이 장악하고 있는 서울시가 무상급식 예로 거론하는 스웨덴과 핀란드의 부가가치세율은 우리의 2배가 넘는 25%와 22%"라며 "무상급식에 따른 세금부담 증가가 불가피한 데 이같은 희생은 알리지 않고 혜택만 강조하는 것은 일종의 사기" 라고 말했다.
이렇게 무상급식을 비롯한 복지 예산의 성격상 지속적, 항구적으로 지출이 이뤄지면서 결과적으로 비용이 계속 늘게 되어, 미래의 국가 재정에 부담을 줄 수 있기 때문에 무상 정책은 신중하게 접근해야 한다는 주장이다.
2010년 민주당 시의원들에 의해 통과된 조례안에 대해 오세훈이 공포를 거부하자 민주당 허광태 시의회 의장은 직권으로 무상급식 조례안 공포를 한 것에 대한 비판도 제기된다. 서울시는 반대를 무시하고 일방적으로 무상급식 조례공포 강행한 것이라며 반발했다. 덧붙여, 이 조례안 공포로 기존 저소득층 학생들에게 급식비를 지원해온 근거가 됐던 ‘서울시 학교급식 등 지원에 관한 조례’도 폐지가 되어, 시에서 급식비를 지원받던 저소득층 중-고생 전원과 초교 일부 학생들이 급식비를 지원받지 못하게 되었다는 것이다.

### 일부 한나라당 소속지역 무상급식 시행 관련
전면 무상급식을 실시하는 90개의 자치구 중 절반인 45개 지역이 한나라당 소속의 단체장(구청장, 시장, 군수)이 있는 곳이거나 한나라당 소속 국회의원의 당선 지역이었다. 과천시가 초등 일부 무상급식을 시작할 때 당시 국회의원 안상수를 비롯하여 시장과 시의회가 한나라당 소속이었었고, 한나라당 박근혜 전 대표의 지역구인 대구 달성군, 문화관광부 장관으로 내정된 정병국 의원의 지역구인 경기 양평군, 한나라당 대변인 출신 조해진 의원의 지역구인 창녕군, 임태희 대통령 비서실장의 지역구인 성남시, 송광호 전 최고의원의 지역구인 제천시, 단양군 등도 단체장과 지역구 의원이 모두 한나라당이었다. 이에 대해 오마이뉴스는 "한나라당 소속 정치인들이 주도했다는 자기모순에 빠지고"라고 지적했다.

### 하위 50% 기준에 대한 논란
오세훈이 내세운 무상급식 실시안은 '소득 하위 50%'에 대해 무상급식을 지원한다는 것이다. 서울시에서 초·중학생 자녀를 둔 가정의 소득 수준을 파악해 50% 이하를 선별해낸다는 것이다. 서울시는 이 안의 장점으로 재정운용의 효율성을 꼽았다. 하지만 가구소득 기준으로 지원 대상을 선별하는데 무리가 있다는 지적이 제기됐다. 50%를 선별하려면 모든 가구의 소득을 제대로 파악해 중간선을 정해야 하는데, 현재 행정능력으로는 불가능하다는 것이다. 통계청이 월별로 가구소득을 파악하고 있지만, 전국 7000가구 남짓의 표본을 대상으로 한 설문조사 결과일 뿐인데다 시도별로는 표본오차가 너무 커 수치를 내지도 않고 있다. 가장 많은 자료를 가지고 있는 국세청도 세금을 면제받는 가구의 소득을 알지 못하며, 자영업자 소득 파악률도 60%도 안 된다. 그러므로 정확하게 전체 가구의 소득을 파악해서 50%를 선별하려면 그에 따른 행정비용이 천문학적으로 든다는 지적이다.

### 조례의 적법성 논란
서울시는 서울시의회가 단독 직권으로 상정한 '친환경 무상급식 등 지원 조례'를 무효라며 대법원에 소송을 냈다. 서울시는 이 조례가 "교육감 업무인 학교급식을 서울시장에게 떠넘기는 등 위법 조항을 담고 있다"고 주장하며, 서울시의회가 재의조차 무시했다고 말한다. 또한 시장의 예산 편성권이 침해 당했고, 여기에다 자치구청장이 설치, 운영할 수 있도록 돼 있는 학교급식지원센터를 시장 의무로 정한 점과 학교급식법상 심의기구에 불과한 친환경무상급식지원심의위원회 구성 · 운영을 의무화한 점도 위법 요소라고 덧붙였다. 반면 시의회 민주당 측은 억지라고 반박하며 학교급식법 9조를 근거로 들어 "시장의 재량권과 예산 편성권을 침해하지 않았다" 고 주장했다. 무상급식 조례안이 오전 0시 30분에 본회의가 열려 민주당 단독으로 처리되었기 때문에 날치기라는 비판도 있다. 한나라당 시의원들은 2일 오전 기자회견을 통해 "민주당 시의원들이 날치기 통과시킨 무상급식 조례안은 있을 수 없다"며 향후 의사일정에 참여하지 않겠다는 뜻을 밝혔다.

### 급식에 대한 우려
전체 무상급식으로 확대될 경우 급식 비리가 확대될 우려가 제기된다. 한중권 경남교육비리추방단장은, 급식 비리를 차단하는 제도적인 장치도 마련하지 않고 친환경 무상급식을 한다는 것은 설득력이 없다고 날카로운 지적을 했으며, 농어민신문의 장상환 경상대 교수의 기고에 의하면, 무상급식을 하면 학교가 독점적으로 급식을 하기 때문에 업자와의 유착문제가 생기기 쉽다고 지적했다.
서희식 서울자유교원조합은 전체 무상급식에 따른 구체적인 문제점을 지적했는데, 첫째, 학교별 급식비가 제각각인데 학교마다 다르게 급식비를 지원할 수 없는 문제가 생긴다는 것이며, 둘째, 급식 비전문가인 학교장이 온갖 식재료 구매 등 급식관련 결제를 하며 학생들 학력신장에도 노력을 할 수 없고, 셋째, 무상급식으로 급식노조가 생기면 학교장은 사용자로서 단체교섭을 맺고 복지향상, 급여인상 및 시설개선을 해 주어야 하는데, 이럴 경우 결국 (세금으로 지급해야 할) 급식비 인상밖엔 방법이 없다. 넷째, 사고로 단체로 식중독이 일어나면 학교장은 그 관리책임을 물어 심하면 형사처벌까지 받을 수 있어서, 전문성 부족의 문제로 학교장이 온갖 민형사상 소송을 당한다면 유능한 교사가 학교장이 되려 하지 않을 것이며 이는 결국 학교 교육 퇴보와 학력저하를 초래할 것이며, 다섯째, 유일한 수혜자는 급식노조를 만든 민노총이 될 것 이라고 강조했다. 마지막으로 최악의 경우 공교육이 황폐화 되고 학교는 국가예산이 줄어 저질급식소로 전락할 것 이라고 경고하며 그 피해는 학생과 세금 더 내야 하는 학부모가 될 것이라고 말했다.

### 부자급식 논란
한나라당은 저소득층을 대상으로 한 무상급식이 아닌 전체 무상급식을 실시하게 되면 경제적으로 여유있는 사람까지 국가가 보살피게 되는 불필요한 재원 낭비가 발생한다고 주장한다. 이명박 대통령은 2010년 2월 1일 담화에서 “삼성그룹 회장 같은 분 손자손녀야 무상급식 안해도 되지 않겠느냐. 무상으로 가면 감당 못한다”고 말했다. 하지만 한나라당의 주장은 현실과 다르다는 반대론자의 주장도 있다. 서울시 교육청이 추진하는 초등학교 무상급식이 이뤄진다 하더라도 등록금이 비싼 일부 사립초등학교는 제외되기 때문에 이 대통령이 언급한 ‘삼성그룹 회장 손자손녀’는 해당되지 않는다는 주장이다. 실제로 성북구에서 사립초등학교 교장선생들이 찾아와 우리는 왜 친환경 무상급식에서 제외하느냐고 항의하는 일도 있었다. 이건희 삼성그룹 회장의 3자녀는 모두 사립초등학교인 경기초등학교를 졸업했다. 이명박 대통령은 자녀 4명을 사립초등학교에 보냈고, 이명박 대통령의 외손녀도 사립초등학교인 이대부속초등학교에 다니고 있다. 정의선 기아자동차 사장의 아들 또한 같은 학교에 다니는 것으로 전해졌다. 영국, 미국 등 주요 선진국들은 민주당의 공립학교 무상급식 정책과 궤를 같이 한다고 이들은 주장한다.

## 시행 후
2011년 2월 서울시 교육청이 확보한 초등학교 1,2,3학년만을 대상으로 한 서울시교육청의 무상 급식의 재원은 1162억원인 것으로 나타났다. 무상급식의 단가는 2457원으로 2010년 평균 2270원 보다 187원 늘었으며 이는 7.6% 증가한 것이다. 무상급식에 배정한 시교육청 예산만 2011년 1162억원이며 자치구 예산은 따로 있다. 이 마저도 일부 구는 제외한 것이다. 서울시교육청은 무상급식에 1162억원의 예산을 배정한 반면 학교 시설에 들어갈 예산은 대폭 축소했다. 특히 영어전용교실 설치 예산을 전액 삭감했다. 과학실 현대화 예산과 보건실 개선 항목에도 예산을 일체 편성하지 않았다. 또한 학교 신설비 예산이 무상급식 예산으로 돌려지기도 했다. 시교육청이 학교신설비를 무상급식예산으로 전용한 것이 드러났다. 일각에서는 물가가 연평균 4%씩 상승하고 있는데 앞으로 친환경 무상 급식이 제대로 이루어질지는 불투명하다고 말했다.
그러나 예산 부족과 급식 질 저하와 같은 우려가 일부 현실화되는 가운데 일선 학교들은 예산을 맞추기 위해 급식 관련 인력을 감축하는 것으로 나타났다. 일선 학교에서는 "유상급식을 할 때는 학교와 학부모 심의를 거쳐 예산을 탄력적으로 조절할 수 있었지만 친환경 무상급식 이후 용도가 엄격해져 인건비를 줄일 수밖에 없다"고 말했다. 학부모단체 관계자는 "학부모들이 자원봉사 형태로 급식 지원에 투입돼야 하는 상황이 벌어질 수도 있다"며 "결국 준비되지 않은 무상급식이 학부모의 부담만 키우는 꼴"이라고 우려했다.
전면 무상급식에 대해서 서울시교육청 체육건강과장은 "친환경 무상급식 실시로 식재료에 대한 신뢰도가 상승하고 학교급식의 맛과 질이 좋아졌다”며 “아이들의 식습관 개선과 정서적 안정 등 부수적 효과도 기대하고 있다"고 말했다.

## 여론조사
무상급식 논란에 대한 여론 조사 결과는 다음과 같다.
- 2010년 3월 9일 (서울시의회 민주노동당 이수정 의원의 ARS 여론조사)

서울시민을 상대로 한 여론조사에서 응답자의 78.9%가 무상급식에 찬성한다고 답변 - YTN 링크
- 2010년 10월 18일 (서울시 교육청 자체 인터넷 여론조사)

친환경 무상급식이 1순위라고 꼽은 응답이 47.1%(복수응답) - 연합뉴스 링크
- 2010년 11월 9일 (서울시 여론조사)

서울시가 가장 우선적으로 추진해야 할 교육 정책으로 '학교안전 강화'를 꼽은 응답자가 가장 많았고 무상급식은 5순위. - YTN 링크
- 2010년 11월 18일 (여론조사 전문기관 모노리서치)

국민 52.5%가 ‘전면적인 무상급식은 경제적으로 여유 있는 사람에게까지 무료로급식 을 제공해 예산 낭비를 초래할 수 있기 때문에 (전체가 아닌) 선별적으로 실시해야 한다’고 답했다. - 경기북부일보 링크
- 2010년 12월 6일 (윈지코리아 컨설팅이 성북구 용역을 받아 실행)

서울지역구중 처음으로 초등학교 6학년 무상급식을 시행한 성북구에서 학부모들을 상대로 설문조사한 결과 86.4%가 전 학년으로 확대하자는 의견 - 아시아 경제 링크
- 2010년 12월 30일 (서울신문과 한국리서치 공동)

무조건적인 무상급식보다는 소득을 고려한 제한적, 선별적 무상급식 여론이 62.4%로 다수 - 서울신문 링크
- 2010년 12월 31일 (문화일보 신년 여론조사)

초·중등 무상급식 “(전면 무상급식이 아닌) 선별적으로” 62.5% - 문화일보 링크
- 2011년 1월 17일 (여론조사 전문기관 리얼미터)

국민 62.3%가 (전체가 아닌) '선별적'으로 무상급식 해야한다고 답했으며, '모든' 학생에게 무상급식을 해야 한다는 응답은 34.5%에 그쳤다. - 뉴데일리 링크
- 2011년 2월 28일 (헤럴드공공정책연구원과 데일리리서치)

서울시민 54.3%는 무상급식은 포퓰리즘 정책 - 헤럴드 경제 링크
- 2011년 3월 29일 (관악구청 자체 여론조사)

관악구청은 친환경 무상급식 실시 한 달 후 관악구 학생과 교직원 학부모들을 대상으로 친환경 무상급식 만족도 조사결과 학부모와 교직원의 90% 이상이 대체로 만족한다고 관악구청 자체 여론조사 결과를 발표했다. - 폴리뉴스 링크
- 2011년 4월 7일 (서울시 교육청 자체 전화 여론조사)

공립초등학교 학교급식 모니터 요원으로 활동 중인 학부모 110명을 대상으로한 조사에서 친환경 무상급식에 대한 만족도 조사 결과 94.8%가 '보통 이상'이라고 응답", "전체 응답자의 77.8%가 ’무상급식에 만족한다’고 응답했으며 ’만족하지 않는다’는 의견은 5.2%" -노컷뉴스 링크,한겨레 링크
- 2011년 8월 26일 조사 -

무상급식 방식에 대해선 '단계적으로 무상급식 실시'(55.6%)
'전면적으로 무상급식 실시'(38.1%)
- 2011년 8월 25일 조사 - 투표율 미달로 무산된 주민투표에 대해

'기존 여론조사에서 단계적 무상급식에 대한 지지가 높았기 때문에 주민투표 결과는 민의를 반영하지 못한 것'(48.4%)
'투표율이 유효 기준인 33.3%에 못 미친 것은 전면적 무상급식 실시를 서울 시민이 동의해준 것'(32.0%)
- 2011년 8월 29일 조사

무상급식과 관련해 현재 어떤 안을 지지하느냐고 질문
서울시교육청 안 45.4%, 오세훈 안 44.5%

## 같이 보기
- 민주당 무상복지 정책
- 무상급식 지원범위에 관한 서울특별시 주민투표
- 경상남도의 무상 급식 정책 논란